# Vallejo

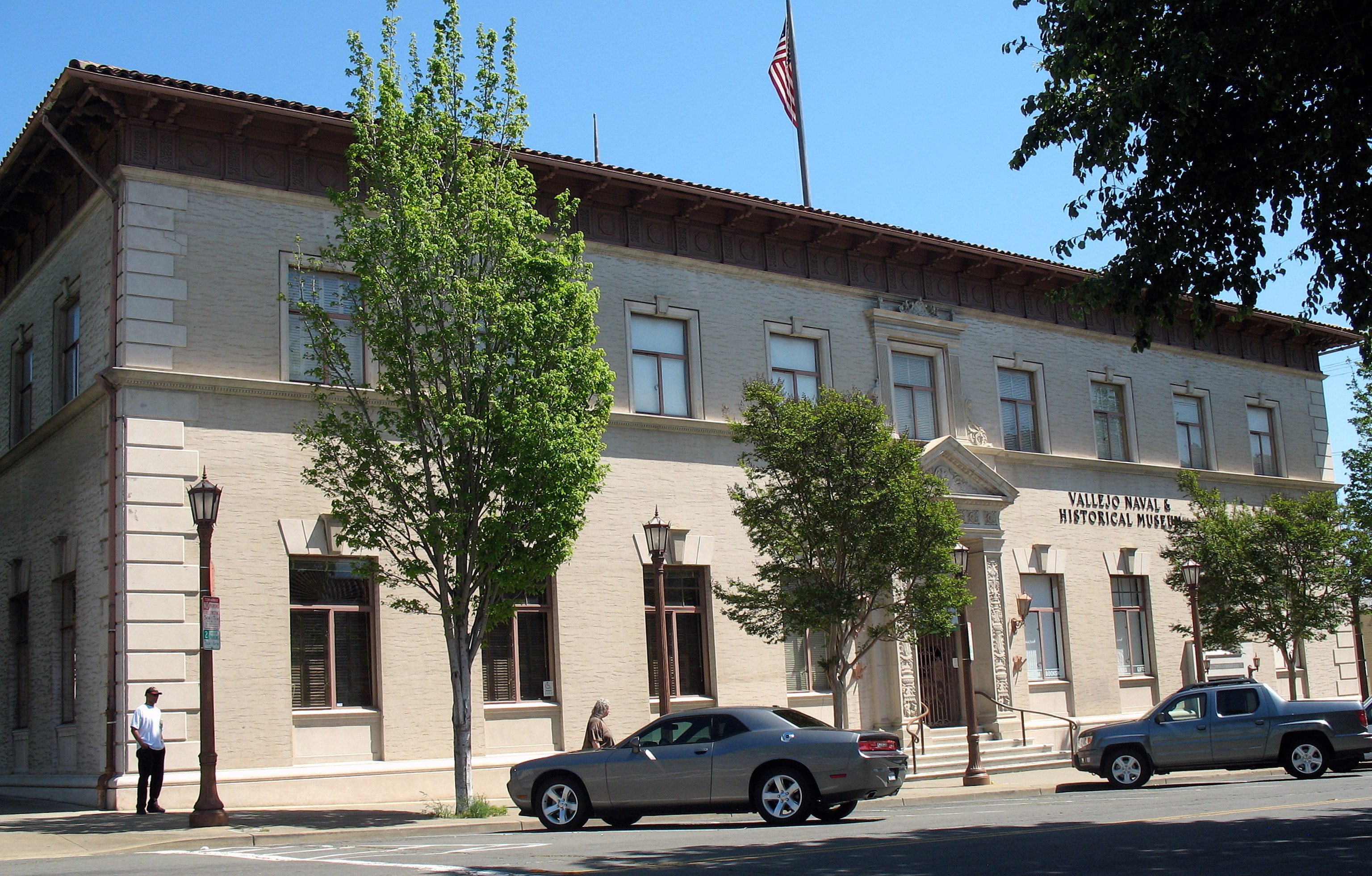
Vallejo City Hall and County Building Branch.

Vallejo (spreek uit [vəˈleɪ.oʊ] of [vəˈleɪhoʊ]) is een stad in de Amerikaanse staat Californië. Het ligt in op de noordoostelijke oever van de San Pablo Bay in Solano County, in het noordoosten van de San Francisco Bay Area. In 2010 woonden er net geen 116.000 mensen. Daarmee is het de tiende stad van de Bay Area.
De stad werd vernoemd naar generaal Mariano Guadalupe Vallejo. In 1852 en opnieuw in 1853 was Vallejo, telkens voor een korte tijd, de hoofdstad van de staat Californië. In 1880 brandde het historische capitool in Vallejo af.
Het pretpark Six Flags Discovery Kingdom bevindt zich in Vallejo. Daarnaast staat de stad bekend om de historische Mare Island Naval Shipyard.

## Geografie

### Klimaat
In januari is de gemiddelde temperatuur 9,9 °C, in juli is dat 17,3 °C. Jaarlijks valt er gemiddeld 563,9 mm neerslag (gegevens op basis van de meetperiode 1961-1990).

### Plaatsen in de nabije omgeving
De onderstaande figuur toont nabijgelegen plaatsen in een straal van 16 km rond Vallejo.

## Demografie
Van de bevolking is 11,2% ouder dan 65 jaar en bestaat voor 22,7% uit eenpersoonshuishoudens. De werkloosheid bedraagt 4,7% (cijfers volkstelling 2000). Ongeveer 15,9 % van de bevolking van Vallejo bestaat uit hispanics en latino's, 23,7 % is van Afro-Amerikaanse oorsprong en 24,2 % van Aziatische oorsprong. Het aantal inwoners steeg van 110.835 in 1990 naar 116.760 in 2000.

## Geboren
- Norma Tanega (1930–2019), singer-songwriter
- April Bowlby (1980), actrice
- Jillian Camarena-Williams (1982), atlete
- Natalie Coughlin (1982), zwemster